# Карен Хасан
Карен Хасан (на английски: Karen Hassan), е британска актриса, родена в Белфаст, Северна Ирландия.
Нейната работа включва роли в Hollyoaks Later  и Hunger. От 2010 г. тя играе Линдзи Нолан (Lynsey Nolan) в основните серии на Hollyoaks.

## Кино и телевизия
- Hollyoaks (2010-) (TV) като Lynsey Nolan
- Hollyoaks Later (2008) (TV) като Lynsey Nolan
- Fifty Dead Men Walking (2008)
- Last Man Hanging (2008) (TV) като Pearl Gamble
- Hunger (2008) като Приятелката на Гари
- Miss Conception (2008) като Young Nun